# 永代桥 (富山县)
永代桥（日语：／）是富山县富山市的一座跨富岩運河桥梁，1937年10月开工，1938年4月15日通车，全长70米，最大跨度14.7米。